# Jean Izoulet
Jean Izoulet, född 1854, död 1929, var en fransk sociolog.
Izoulet företrädde en organisk uppfattning av samhället. Hans arbeten utmärker sig för högstämd, retorisk stil och är snarare bekännelseskrifter än vetenskapliga undersökningar. Bland hans verk märks La cité moderne (1894) och La métamorphose de l'église (1928).